# Liolaemus cyanogaster
Liolaemus cyanogaster är en ödleart som beskrevs av  Duméril och BIBRON 1837. Liolaemus cyanogaster ingår i släktet Liolaemus och familjen Tropiduridae.

## Underarter
Arten delas in i följande underarter:
- L. c. cyanogaster
- L. c. brattstroemi